# Terriera arundinacea
Terriera arundinacea är en svampart som först beskrevs av Penz. & Sacc., och fick sitt nu gällande namn av P.R. Johnst. 2001. Terriera arundinacea ingår i släktet Terriera och familjen Rhytismataceae.   Inga underarter finns listade i Catalogue of Life.